# Bitritto
Bitritto è un comune italiano di 11 333 abitanti della città metropolitana di Bari in Puglia.

## Geografia fisica
Il comune sorge nell'immediato hinterland sud-occidentale del capoluogo, al quale è collegato da un'ampia strada provinciale (SP236) che confluisce direttamente nella tangenziale di Bari. Il territorio comunale, sulle prime propaggini della murgia barese, è in forte espansione per via di una attività edilizia fiorente. L'agglomerato urbano è circondato prevalentemente da terreni, alberi da frutta e ulivi secolari, inoltre è presente lo svincolo autostradale Bari-Sud. Non sono presenti corsi d'acqua. Il clima di Bitritto è di tipo mediterraneo, con estati secche e calde, con venti a regime di brezza; alle forti ondate di caldo nordafricano si contrappongono periodi caratterizzati da giornate fresche con forte vento di maestrale e tramontana, con rovesci temporaleschi nelle ore pomeridiane; gli inverni sono tipici delle aree interne costiere della Puglia centrale, caratterizzati da piogge e gelate notturne; non mancano annate in cui si verificano nevicate con depositi di alcuni centimetri; da dicembre a metà marzo le temperature notturne scendono sotto lo zero.

## Origini del nome
Il nome del borgo medievale (un locus bitrictum o vetrictum trovasi citato già dall'XI secolo) forse alludeva ad una distruzione plurima (lat. "bis-tritum", cioè "distrutto due volte") oppure, tesi più accreditata, alla presenza di due torri (attualmente ne resta una soltanto). Il nome proviene dalla famiglia feudataria Bitritto.

## Storia
A lungo soggetto a signorie e vassallaggi, divenne comune indipendente in epoca napoleonica con l'arrivo dei Sanfedisti nel Regno di Napoli.
Paese di forte emigrazione in passato, la festa patronale (primo martedì di marzo) rappresenta per molte famiglie un'occasione di riunione. Bitritto ha quindi origini alto-medioevali anche se di recente sono stati portati alla luce residui di civiltà risalenti alla preistoria. Sin dalle sue origini l'economia è basata sull'agricoltura.

### Simboli
Lo stemma e il gonfalone del comune di Bitritto sono stati riconosciuti con decreto del capo del governo del 26 marzo 1935.
Il gonfalone è un drappo di verde.

## Monumenti e luoghi d'interesse

### Architetture religiose

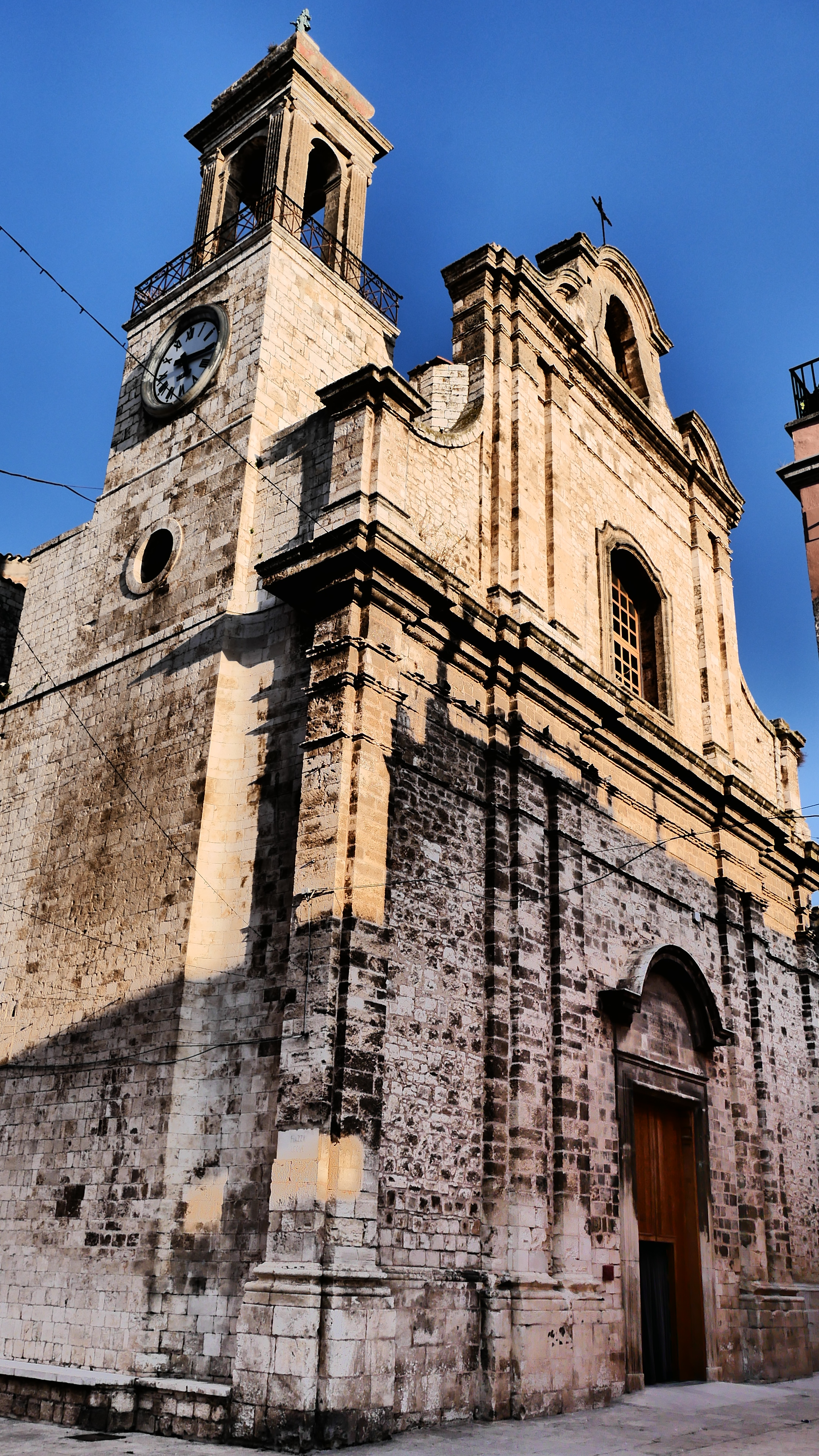
Bitritto - Chiesa di Santa Maria di Costantinopoli

- La chiesa madre di Bitritto, dedicata al culto di Santa Maria di Costantinopoli e san Michele Arcangelo è stata costruita sull'impianto di un precedente tempio risalente al 1530. Lo stile dell'edificio è barocco, l'impianto è a navata unica con transetto su cui si affacciano le cappelle laterali, tra cui le più importanti sono quelle dei santi a cui è dedicata la chiesa, nel punto d'incrocio tra la navata e il transetto è sormontato da una cupola poligonale. La facciata della chiesa presenta due ordini sormontati da un timpano curvilineo. La facciata posta a sinistra è sormontata dal campanile con orologio pubblico.
- Chiesa di Sant'Antonio da Padova nel centro storico ("la terr")
- Chiesa di Santa Caterina nel rione "borgo"
- Cappella della Madonna di Loreto
- Cappella San Pietro in via Carlo Alberto già via Pagano che si collegava alla mulis vectabilis via per Peucetios citata da Strabone
- Cappelle rurali del '600 sulla via di Sannicandro Madonna del Piano e del Deserto
- Collegiata Sant'Angelo

### Architetture militari

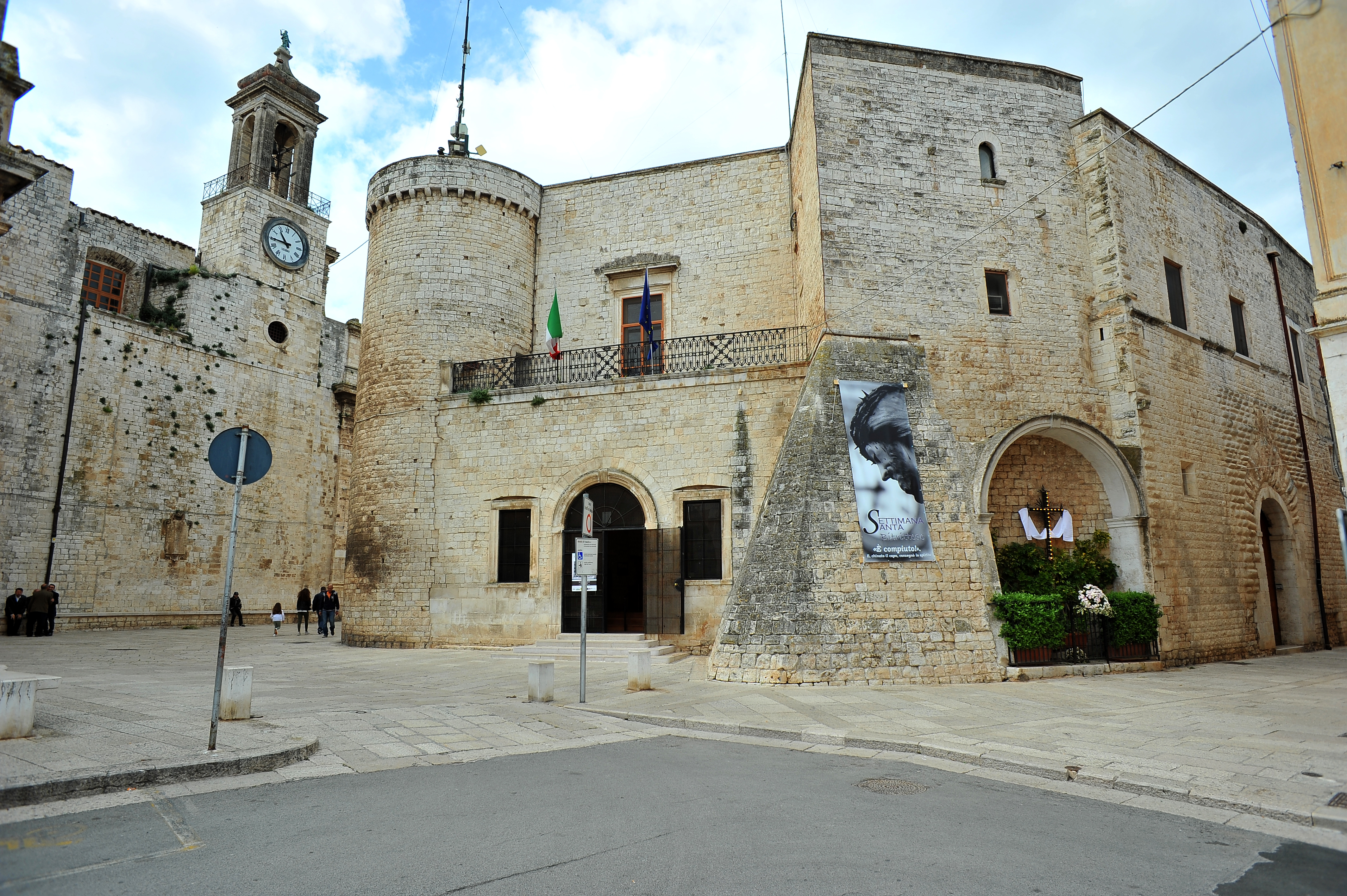
Bitritto - Castello

Il castello baronale di Bitritto nasce come fortezza militare del casale fortificato di Vitrictum, le prime fonti scritte che parlano della fortezza risalgono al 1070. La fondazione è da collocarsi nel periodo di dominazione normanna, sono poi visibili nel castello i segni lasciati dalla dominazione sveva e angioina. Nel 1440 la fortezza dipese direttamente dall'arcivescovo di Bari e quindi non risenti a differenza dei comuni circostanti della dominazione aragonese. Attualmente la struttura si compone di due torri, una circolare e l'altra poligonale. Intorno all'atrio centrale si affacciano dodici stanze, tra cui la sala consiliare, essendo oggi la struttura utilizzata come sede del municipio.

## Società

### Evoluzione demografica
Abitanti censiti

L'evoluzione demografica rispecchia quella degli altri comuni dell'hinterland barese, con il raddoppio della popolazione fra gli anni 1980 e il 2000 a seguito della deurbanizzazione del capoluogo.

### Etnie e minoranze straniere
Gli stranieri residenti a Bitritto al 31 dicembre 2019 erano 229, pari al 2,03% della popolazione complessiva. Le comunità più numerose sono:
- Albania 58
- Romania 56
- Georgia 20

## Economia
Centro a prevalente vocazione agricola (coltivazione, trasformazione di prodotti agricoli, con presenza di alcuni oleifici e allevamenti avicoli) fino a pochi decenni or sono, ha attraversato un notevole ampliamento demografico e una terziarizzazione dell'economia per lo sviluppo delle comunicazioni con il capoluogo pugliese, da cui dista meno di dieci chilometri.
Alcuni progetti di sviluppo dell'area urbana barese verso sud, in direzione dello Stadio San Nicola, coinvolgono direttamente l'abitato.

## Infrastrutture e trasporti
La principale arteria stradale che serve Bitritto è la strada provinciale 236 di Cassano, con caratteristiche di superstrada, che la collega a Bari in direzione nord e a Sannicandro di Bari in direzione sud, per proseguire poi verso Cassano delle Murge e Santeramo in Colle. Nel territorio comunale, la variante in tagenziale evita l'attraversamento del centro abitato. Ulteriori collegamenti viari sono le strade provinciali SP45 per Loseto e Valenzano, SP21 per Adelfia, SP67 per Binetto ed SP92 per Modugno.
Il comune è inoltre capolinea della ferrovia Bari-Bitritto, che lo collega alla stazione centrale del capoluogo, passando per alcuni quartieri periferici. La linea ferroviaria, il cui progetto originario risale al 1986, è stata formalmente attivata a fine 2023 e aperta all'esercizio l'8 gennaio 2024 con servizio commerciale di Trenitalia.
Il trasporto pubblico extraurbano verso Bari e altre località del circondario (Acquaviva delle Fonti, Bitetto, Modugno e Santeramo) è assicurato anche dalle linee di autobus Sita Sud.

## Amministrazione
Di seguito è presentata una tabella relativa alle amministrazioni che si sono succedute in questo comune.
| Periodo          | Periodo          | Primo cittadino              | Partito                                    | Carica      | Note   |
| ---------------- | ---------------- | ---------------------------- | ------------------------------------------ | ----------- | ------ |
| 12 luglio 1985   | 16 luglio 1990   | Vito Nicola Pantaleo         | Democrazia Cristiana                       | Sindaco     | [ 10 ] |
| 15 agosto 1990   | 4 dicembre 1990  | Luigi Varratta               |                                            | Comm. pref. | [ 10 ] |
| 3 gennaio 1991   | 11 maggio 1993   | Michele Pietragallo          | lista civica                               | Sindaco     | [ 10 ] |
| 11 maggio 1993   | 22 novembre 1993 | Maria Filomena Dabbicco      |                                            | Comm. pref. | [ 10 ] |
| 22 novembre 1993 | 17 novembre 1997 | Romano Tobia Carone          | Democrazia Cristiana                       | Sindaco     | [ 10 ] |
| 17 novembre 1997 | 28 maggio 2002   | Romano Tobia Carone          | centro-sinistra                            | Sindaco     | [ 10 ] |
| 28 maggio 2002   | 25 marzo 2003    | Porzia Nunziata Carone       | centro-destra                              | Sindaco     | [ 10 ] |
| 25 marzo 2003    | 14 giugno 2004   | Paola Maria Bianca Schettini |                                            | Comm. str.  | [ 10 ] |
| 14 giugno 2004   | 8 giugno 2009    | Vito Lucarelli               | centro-sinistra                            | Sindaco     | [ 10 ] |
| 8 giugno 2009    | 26 maggio 2014   | Vito Lucarelli               | lista civica                               | Sindaco     | [ 10 ] |
| 26 maggio 2014   | 27 maggio 2019   | Giuseppe Giulitto            | lista civica Bitritto libera e democratica | Sindaco     | [ 10 ] |
| 27 maggio 2019   | 10 giugno 2024   | Giuseppe Giulitto            | lista civica Crescere con Bitritto         | Sindaco     | [ 10 ] |
| 10 giugno 2024   | in carica        | Giuseppe Giulitto            | lista civica Bitritto metropolitana        | Sindaco     | [ 10 ] |

### Gemellaggi
- Conselice[11]

## Sport
Ha sede nel comune la società di calcio F.C.D. Virtus Bitritto 2003, che ha disputato campionati dilettantistici regionali.